# Okapi
Okapia johnstoni
Pour les articles homonymes, voir Okapi (homonymie).
 (juin 2015).
Genre
Espèce
Synonymes
- Equus johnstoni P.L. Sclater, 1901

Statut de conservation UICN

 EN A2abcd+4abcd : En danger

L’Okapi (Okapia johnstoni) est une espèce de mammifères ruminants de la famille des Giraffidae, endémique des forêts tropicales de la République démocratique du Congo. Il s’agit de la seule espèce du genre Okapia et l'une des cinq dernières espèces de la famille des giraffidés dont les quatre autres appartiennent au genre Giraffa, atteignant en moyenne les 180 cm au garrot. L'animal se rencontre dans un espace restreint dont la forêt de l'Ituri et la réserve de faune à okapis. À l'état sauvage, l'okapi est solitaire, vivant discrètement et ne fréquentant d'autres individus que durant la période de reproduction ; en captivité, souvent, l'okapi forme un groupe de plusieurs individus.
Il fut découvert scientifiquement en 1901 par l'administrateur colonial et explorateur britannique Harry Johnston. Scientifiquement, c'est l'un des derniers grands mammifères qui fut découvert. Par son apparence de zèbre, Johnston le classa initialement dans la famille des équidés.
Le mot « Okapi » serait d'origine mvuba, les populations locales, notamment les Pygmées connaissaient déjà bien cet animal qu'ils nommaient O'api. En lingala, elle est appelée Mondonga. 
Son aire de répartition est de plus en plus restreinte et l'okapi est menacé par plusieurs activités humaines dont le braconnage. Depuis 1933, l'espèce est protégée et depuis fin 2013, elle est classée sur la liste de l'Union internationale pour la conservation de la nature comme une « espèce en danger ».

## Description

### Aspects physiques
L'okapi est un animal pouvant atteindre une longueur comprise entre 1,90 et 2,50 m. Au garrot, il mesure entre 1,50 et 1,80 m et pèse entre 200 et 350 kg. La femelle est généralement plus grande que le mâle.
D'un point de vue morphologique, il ressemble à une girafe de petite taille. Son corps est court, trapu et massif, ses pattes arrière sont plus courtes que celles de devant et sont prolongées de sabots, cette caractéristique est la même que chez les girafes ; il marche par conséquent à l'amble, ce qui place sa colonne vertébrale sur un axe oblique. Bien que ressemblant à la girafe, son cou est court et épais. Des excroissances se développent uniquement sur le crâne du mâle durant ses cinq premières années. Contrairement à d'autres espèces animales, elles sont recouvertes de peau, comme celles de la girafe, c'est ce que l'on appelle des ossicônes. Son museau est fin et ses canines lobées. Ses oreilles sont particulièrement larges et mobiles, de forme ovoïdales lui conférant une ouïe développée. Sa langue préhensile ressemble à celle de la girafe mais est proportionnelle à la taille de l'okapi : elle est bleue (ou noire), mesure entre 30 et 50 cm de long et lui permet de se nourrir mais aussi de se nettoyer toutes les parties de son corps, y compris ses oreilles et ses yeux. Sa queue mesure une quarantaine de centimètres et se termine par une touffe de poils noirs.
Sa robe s'apparente plus à celle du zèbre que de la girafe, possédant des couleurs et des motifs variés. Son pelage à poils courts imperméable est marron foncé, dit chocolat, avec des reflets violets, tandis que le haut de ses pattes et de son arrière-train présentent des rayures blanches ; une partie de sa tête, les joues, et le bas de ses pattes sont totalement blanches, excepté les articulations du genou et de la cheville qui présentent une bande noire.

## Mode de vie

### Comportement
L'okapi est un animal très discret, ce qui expliquerait sa découverte tardive en 1901. Solitaire, il ne rencontre à l'état sauvage ses congénères que pour la période de reproduction. En dehors de la reproduction, il établit un domaine vital qui lui est propre. Les espaces vitaux d'un mâle et d'une femelle, ou de deux femelles, peuvent se chevaucher, mais les mâles sont territoriaux entre eux, autrement dit leurs domaines vitaux ne se chevauchent pas. L'animal le marque en urinant et en sécrétant des glandes situées au niveau de ses sabots, ; en captivité, l'okapi semble marquer son domaine vital olfactivement en frottant son cou contre les troncs d'arbre,.
Dans son milieu naturel, on peut l'observer dans des clairières ou dans les savanes le long des rivières, toutes affluentes du Congo ; mais généralement, il vit dans les forêts tropicales congolaises où il est difficile de l'apercevoir. Pour se retrouver dans ces forêts, il trace des sentiers qu'il utilise pour se déplacer et se rendre dans ses endroits préférés, ce qui prouve qu'il n'est pas nomade mais plutôt sédentaire,. L'okapi est si discret et farouche que la grande majorité des études sur cet animal ont été réalisées sur des animaux en captivité, ce qui rend sa biologie et son comportement à l'état sauvage presque inconnaissable,. On le pensait nocturne mais des observations démontrent que l'okapi est également très actif de jour,.
Les cris et vocalises de l'okapi sont variés, on en distingue trois sortes : des gémissements, des bêlements et des « chuff ». La femelle utilise des infrasons, comme les éléphants, pour communiquer avec son petit, ces sons sont inaudibles pour l'oreille humaine.

### Reproduction[8]
La saison des amours a lieu en général de mai à juillet bien qu'elle puisse durer toute l'année pour certains individus. La femelle, qui a déjà signalé sa piste par ses sécrétions odoriférantes, guide le mâle à travers la forêt dense en émettant des appels ressemblant à des toussotements. Il peut y avoir des affrontements entre les mâles convoitant une même femelle. Les deux membres du couple se rejoignent finalement dans une courte parade nuptiale faite de fuites et d’esquives puis s’accouplent.
Il est vivipare et polygame. Après une gestation de 15 mois environ, elle donne naissance à un petit d’environ 75 cm au garrot et pesant environ 20 kg mais peut peser jusqu'à 30 kg. Celui-ci suit sa mère pendant quelques jours jusqu’à trouver un fourré où se cacher. Il y reste la plupart de son temps jusqu’à atteindre l’âge de deux mois, à partir duquel il suit sa mère dans ses déplacements. Le sevrage a lieu entre 6 et 10 mois et seule la femelle s'occupe du petit. La femelle sera mature à l'âge d'un an et demi tandis que le mâle le sera à partir de deux ans. La femelle peut porter un petit une fois tous les deux ans.

### Alimentation et prédateurs
L’okapi est un ruminant herbivore et pour être plus précis, folivore.  Il se nourrit de feuilles, de divers végétaux différents (dont l’euphorbe, particulièrement toxique pour l’Homme), de bourgeons, de branches tendres, de fruits, de champignons et de fougères. Il cueille sa nourriture à l’aide de sa langue et de ses lèvres préhensiles et peut manger entre 18 et 30 kilos de nourriture par jour. Il comble ses besoins en minéraux en mangeant de l’argile sulfureuse qu’il trouve près des rivières ou des graminées poussant sur des sols hautement minéralisés mais aussi du charbon de bois, qu'il trouve après les feux de forêts. C'est grâce à ce charbon de bois qu'il peut contrer les effets néfastes de l'euphorbe qu'il ingurgite.
Son seul prédateur, en ce qui concerne l'adulte, est le léopard,.

## Histoire

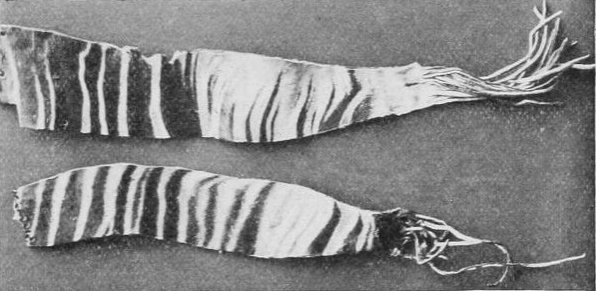
Morceaux de peaux d'okapis obtenus par Sir Harry Johnston.

Les pygmées de l’actuelle République démocratique du Congo connaissaient depuis longtemps l’okapi qu’ils prenaient parfois au piège dans des trous camouflés. Ils l’appelaient o’api ou atti. En 1891, l'explorateur Wilhelm Junker, dans son ouvrage Reisen in Afrika, affirma avoir vu en 1878 ou 1879 une peau brun-rougeâtre avec des rayures blanches provenant d'un animal appelé makapi, qui serait observé dans des marécages, parfois accroupi sur ses pattes de devant. En 1890, le journaliste Henry Morton Stanley, venu à la rencontre des pygmées, rapporte l’existence d’une sorte d’âne-zèbre broutant des feuilles. En 1897, un employé  de l'administration coloniale belge décrivit un animal appelé ndumbe : "De taille supérieure au buffle, tête noire, le cou et le corps brun marron, arrière-train zébré par des raies noires et blanches. Ces raies forment des anneaux sur les quatre membres. La queue est longue de 50 centimètres et se termine par une touffe de poils. Elle a les formes gracieuses et arrondies du zèbre. Sa chair est excellente". Jean-Baptiste Marchand aurait vu le 16 juin 1898 dans la région du Bahr el-Ghazal, un grand animal lui rappelant le zèbre et la girafe.
Harry Johnston, futur gouverneur de l’Ouganda, curieux de cet animal étrange, partit en 1899 à sa recherche et le baptisa Equus johnstoni, pensant qu’il s’agissait d’une nouvelle espèce de zèbre (du genre Equus, à cause de sa robe et de sa taille). En 1901, il réussit à se procurer la peau entière d’un okapi ainsi que deux crânes. Leur étude révéla qu’il ne s’agissait pas d’un zèbre mais d’une espèce d'un nouveau genre et on changea son nom en Okapia johnstoni.

## Répartition et habitat

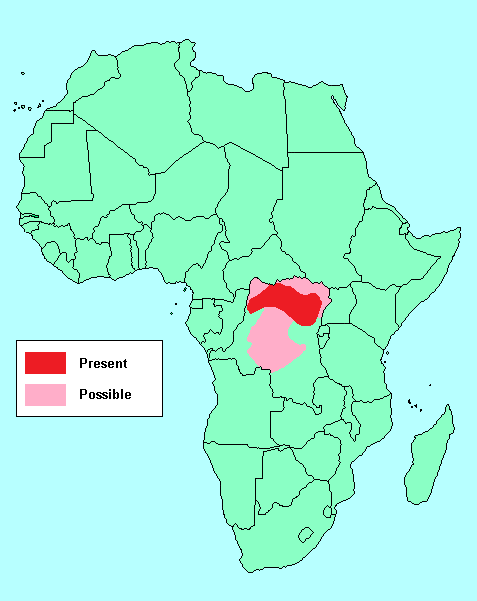
Aire de répartition de l'okapi

L'okapi est endémique de l'Afrique centrale. On le rencontre en République démocratique du Congo (provinces de l'Équateur, de Mongala, de Tshopo, dans l'ouest du Nord-Kivu et le nord de Maniema). Il est possible qu'il soit également présent dans les provinces du Sud-Ubangi, du Nord-Ubangi, du Bas-Uele, du Haut-Uele, de l'Ituri, du Tshuapa, du Mai-Ndombe, de Kwilu, du Kasaï, du Kasaï-Central, du Kasaï-Oriental, du Lomani et du Sankuru. Dans le passé, il était possible de l'apercevoir en Ouganda mais il a disparu,.
On le retrouve principalement dans les forêts tropicales congolaises humides et sèches dont la forêt de l'Ituri (dans laquelle se situe la réserve de faune à okapis) ou le parc national des Virunga. Il est tellement solitaire et en danger d'extinction qu'on ne compte que deux individus au km2 et occupe un espace vital qui dépend du genre : la femelle occupe entre 3 et 5 km2 tandis que le mâle en occupe une quinzaine. Il peut évoluer jusqu'à 1 500 mètres d'altitude.

## Une espèce menacée
L’okapi figure sur la liste rouge des espèces menacées de l’UICN. En effet, son habitat est de plus en plus restreint. Lors des guerres civiles, de nombreuses guérillas se sont confrontées et le braconnage a augmenté. Même à l’intérieur de la réserve, l’okapi est victime du braconnage, surtout dans le parc national des Virunga. Leur population est estimée de 10 000 à 30 000 individus et la tendance est à la baisse. Cet animal est protégé depuis 1933. L'espèce est inscrite sur la liste des espèces en danger depuis décembre 2013,.

## La vie en captivité

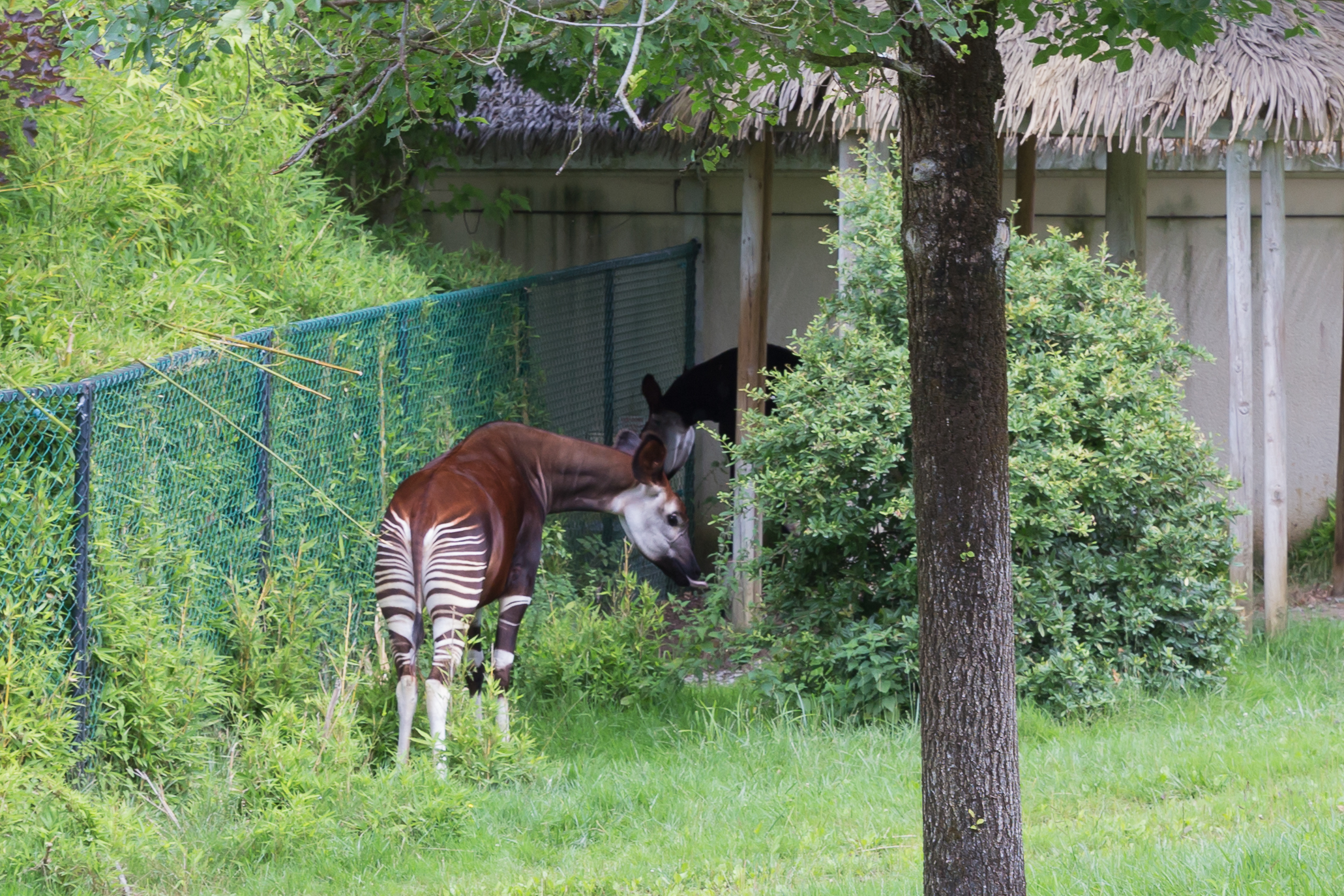
Un okapia johnstoni (Okapi) au ZooParc de Beauval à Saint-Aignan, France.

L'acclimatation de l'okapi à la vie en captivité (en zoo) a été difficile. Le premier spécimen ramené en Europe fut donné au zoo d'Anvers en 1918 mais ne survécut que 50 jours. Jusqu’en 1940, toutes les tentatives d’acclimatation de l’okapi en zoo furent des échecs hormis à Anvers où un individu vécut 15 ans à partir de 1928. La première naissance en captivité eut lieu à Anvers en 1954 mais le petit ne vécut qu’une journée. D’autres naissances eurent lieu dans divers zoos mais les petits ne survivaient jamais longtemps. Le 6 juin 1957 eut lieu la première naissance viable, au zoo de Vincennes (36 petits naquirent au parc de 1957 à 1995). Un programme d'élevage européen (EEP), coordonné par le zoo d'Anvers organise l'élevage européen en captivité de l'okapi. Son espérance de vie en captivité peut atteindre 30 ans tandis qu'à l'état sauvage, il vit de 18 à 20 ans,.